# Shahrestān di Khoshab
Lo shahrestān di Khoshab (farsi شهرستان خوشاب) è uno dei 28 shahrestān del Razavi Khorasan, il capoluogo è Bakhroz. Lo shahrestān è suddiviso in 2 circoscrizioni (bakhsh): 
- Centrale (بخش مرکزی)
- Meshkan (بخش مشکان)